# Сучков, Алексей Николаевич
Алексе́й Никола́евич Сучко́в — российский пианист, лауреат 70 премий национальных и международных конкурсов в СССР, Германии, Франции, Италии и США. Лауреат премии Гран-при национального конкурса Италии «Кубок Пианистов Италии» (итал. «Coppa Pianisti D’Italia») в городе Озимо в 2001 году.

## Биография

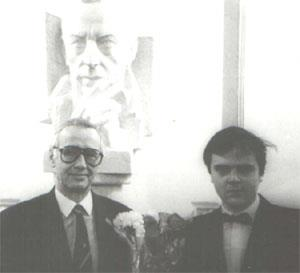
Алексей Сучков с Профессором Евгением Малининым

Алексей Сучков родился в Москве. Учился в Центральной Музыкальной Школе при Московской Консерватории в классе А. А. Бакулова. В 1986 г. поступил в Московскую государственную консерваторию им. П. И. Чайковского в класс народного артиста СССР Евгения Малинина (Ассистента Профессора Генриха Нейгауза). Окончил консерваторию с красным дипломом, после чего учился два года в аспирантуре Московской Консерватории. Выступал с концертами в: Москве, Берлине, Риме, Милане, Турине, Сент-Венсенте, Монце, Вероне, Бреше, Бари, Барлетте, Анконе, Триесте, Сульмоне, Сольяно-аль-Рубиконе, Терамо, Неми, Казале Монферрато, Варалло Сезия, Пьянелло-Валь-Тидоне, Изерния, Лечче, Таранто, Бриндизи, Корато, Парабита, Тауризано, Мелиссано, Вибо Валенсии, Салерно, Мартина Франка, Пиаченце, Флоренции, Сан Джованни Вальдарно, Перуджи, Реджо-нель-Эмилии, на острове Эльба, Кьети, Пьомбино, Финале Лигуре, Галлиполи, Рагузе, Палермо, Трапани, Марсале, Мадзаре дель Валло, Китцингене и Цвиккау (Германия), Санкт-Петербурге, Париже, Гайарде (Франция), Майями (США), выступал также на Украине, Белоруссии, Казахстане, Испании, Англии, Австрии и Чили. Принимал участие в работе жюри международных конкурсах пианистов в г. Марсала, и в качестве Президента жюри в г. Палермо и г. Кастелланета (Италия). В 2001 г. Алексей Сучков получил Диплом в школе настройщиков и рояльных мастеров «Квинта 2» (Московская обл.). В качестве настройщика фортепиано имел опыт работы в Италии, Франции, Германии, Австрии и России. В 2011 году (19 мая) Алексей Сучков (Президент) вместе со своим сыном пианистом Иваном Сучковым (Артистический Директор) основали итальянскую Артистическую Ассоциацию «Suchkov & Suchkov» в г. Сассуоло (Италия).

## Награды
- II национальный конкурс пианистов «Onde Musicali» 1-я премия в Таранто 2001 г.[2]
- IV национальный конкурс музыки «Premio Citta di Brindisi» Гран-при Бриндизи 1999 г.
- 9° конкурс в городе Барлетта 1-я премия 9 мая 1999 г.
- 34° национальный конкурс молодых исполнителей «Coppa Pianisti D’Italia» Гран-при в Озимо 2001 г.
- V международный конкурс музыки «Mario Polovineo tribute» 1-я премия в Терамо 2002 г.
- 3° международный конкурс пианистов «Dianae Nemus» 1-я премия в Неми 2006 г.
- 4° национальный конкурс пианистов «Luigi Zanuccoli» 1-я премия в Сольяно-аль-Рубиконе 2006 г.
- 8° национальный конкурс пианистов «Citta di Cesenatico» в Чезенатико 2001 г.
- 8° международный конкурс пианистов 1-я премия Рим 1997 г.
- Европейский конкурс музыки «Antonino Miserendino» 1-я премия в Палермо 2004 г.
- 1° национальный конкурс музыки «Euterpe 99» в городе Корато 1999 г.
- 2° национальный конкурс пианистов «Citta di Follonica» в Фоллоника 1-я премия 2000 г.
- III национальный конкурс пианистов «Pietro Argento» 1-я премия в Джоя-дель-Колле 2000 г.
- Национальный конкурс пианистов «A.M.A. CALABRIA» в Ламеция-Терме 2004 г.
- Международный конкурс «Val Tidone» 1-я премия в Пьянелло-Валь-Тидоне 2000 г.
- 3° национальный конкурс «Francesco Feroci — Citta di San Giovanni Valdarno» 1-я премия Сан-Джованни-Вальдарно 2002 г.
- 7° национальный конкурс «Amadeus» 1-я премия в Таранто 1999 г.
- 7° национальный конкурс «Riviera Etrusca» 1-я премия в Пьомбино 2006 г.
- Национальный конкурс «Carlo Mosso 2006» Гран-при в Алессандрия 2006 г.
- Национальный конкурс «Carlo Mosso 2006» две специальных почётных премий конкурса в Алессандрия 2006 г.
- Международный конкурс пианистов «Vietri sul Mare» Гран-при Виетри-суль-Маре 2006 г.
- Премия «Seiler» 1-я премия в Палермо 2002 г.[3]
- Международный конкурс пианистов «Pietro Argento» Гран-при 2006 г.
- Международный конкурс пианистов «Palma D’Oro» 1-я премия в Финале-Лигуре 1991 г.
- Большая Европейская премия «Кубок Мендельсона» Гран-при в Тауризано 2002 г.
- III национальный конкурс «I.Poggioli» 1-я премия в Торре-Аннунциата
- III Европейский конкурс «Premio Speciale Eliodoro Sollima» 1-я премия в Виллафранка-Тиррена 2001 г.

Алексей Сучков также является лауреатом конкурсов:
- 9° международный конкурс «Riviera del Conero» 2001 г.
- Международный конкурс «Citta di Marsala» в Марсала 1991, 1992, 1993 г.
- Европейский конкурс пианистов «Claude Kahn» в 1996 г.
- 5° международный конкурс «Citta di Pavia» в Павия 1999 г.
- Международный конкурс пианистов «Ibla Grand Prize» в Рагуза 1993 г.
- 3° международный конкурс «Premio Abruzzo» в Кьети 1999 г.
- IV национальный конкурс «Luigi Nono» в Венария-Реале 2000 г.
- Международный конкурс «Gaetano Zinetti» в Sanguinetto (Верона) 2000 г.
- Международный конкурс в Гайярде (Франция) и специальная премия за исполнение обязательного произведения 2002 г.
- VIII международный конкурс «Viotti Valsesia» в Варалло 1992 г.
- Международный конкурс пианистов в Кава-де-Тиррени (Салерно) 1991 г.
- XV международный конкурс «Франц Шуберт» в Монферрато 2001 г.
- Международный конкурс «Premio Citta' di Isernia» в Изерния 1993 г.
- Национальный конкурс пианистов «Camillo Togni» в Гуссаго
- Международный конкурс пианистов «Fausto Torrefranca — Citta di Vibo Valentia» Специальная премия «Lions Club» за лучшее исполнение романтического произведения в Вибо-Валентия 1991 г.
- 3° Европейский конкурс «Valle del Barocco» в Рагуза 2001 г.
- Международный конкурс пианистов им. Роберта Шумана 1989 г.
- Международный конкурс «Web Concert Hall» в Майями (США), 2002 г.